# Alexander Eiling
Alexander Eiling (* 1974 in Frankfurt am Main) ist ein deutscher Kunsthistoriker.  Er ist seit Februar 2018 Sammlungsleiter für die Kunst der Moderne am Städelschen Kunstinstituts in Frankfurt am Main.

## Leben und Werk
Alexander B. Eiling wuchs in einem kunstfreundlichen Elternhaus auf. Seine Mutter war Angestellte, sein Vater der Frankfurter Amtsrichter Karl-Heinz Eiling. Eiling studierte zunächst Rechtswissenschaft an der Juristischen Fakultät der Universität Passau und machte eine fachspezifische Fremdsprachenausbildung. Anschließend wechselte er zu einem Studium der Kunstgeschichte und Skandinavistik an die Universität Edinburgh. Von 2002 bis 2007 arbeitete er bei Jutta Schütt als wissenschaftlicher Mitarbeiter und Assistenzkurator in der Graphischen Sammlung des Frankfurter Städel Museums und betreute Ausstellungen im Bereich der Altmeisterzeichnung und -grafik sowie der Klassischen Moderne und der zeitgenössischen Kunst. Unter anderem war er an der Konzeption, Organisation und Realisierung von Ausstellungen zu Albrecht Dürer, Max Beckmann oder Ernst Wilhelm Nay beteiligte. Im Sommersemester 2008 wurde Eiling im Fachbereich Kunstgeschichte an der Johann Wolfgang Goethe-Universität Frankfurt am Main mit der Arbeit „Die Werke des deutschen Expressionismus in der Sammlung Deutsche Bank. Eine Untersuchung zur Sammlungsgenese und Funktion; mit einem kritischen Werkkatalog“ promoviert. Im gleichen Jahr wurde er wissenschaftlicher Volontär im Bereich Ausstellungswesen an der Staatlichen Kunsthalle Karlsruhe, bevor er an das Wilhelm-Hack-Museum nach Ludwigshafen wechselte. Als Sammlungskurator für Malerei, Skulptur und Graphik vom Mittelalter bis in die Moderne – mit einem Schwerpunkt auf der Kunst des 20. und 21. Jahrhunderts – war er dort unter anderem verantwortlich für die wissenschaftliche Aufarbeitung und Neupräsentation des Bestandes im Rahmen der Neueröffnungsausstellung „Alles“ (2009), sowie für Ausstellungen zu Ernst Ludwig Kirchner, Anton Henning oder Gert und Uwe Tobias. Seine Nachfolgerin in Ludwigshafen wurde die Kunsthistorikerin Nina Gütlicher.
2010 wurde Eiling – als Nachfolger von Siegmar Holsten – Kurator für Malerei und Plastik des 19. bis 21. Jahrhunderts an der Staatlichen Kunsthalle Karlsruhe. Hier beschäftige er sich vor allem mit der französischen Kunst des 19. Jahrhunderts, der Kopienforschung sowie dem deutschen Expressionismus. In Karlsruhe realisierte er die Ausstellungen „Déjà-vu? Die Kunst der Wiederholung von Dürer bis Youtube“ (2012), „Degas. Klassik und Experiment“ (2014/15) sowie der groß angelegten Ausstellung „Cézanne. Metamorphosen“ (2017/2018).
Zum 19. Februar 2018 wechselte Alexander Eiling von der Staatlichen Kunsthalle Karlsruhe an das Frankfurter Städel Museum, wo er – als Nachfolger von Felix Krämer – neuer Sammlungsleiter für die Kunst der Moderne (1800–1945) wurde.
Alexander Eiling ist Herausgeber und Autor zahlreicher Publikationen und wissenschaftlicher Beiträge.

## Schriften (Auswahl)
- Alexander Eiling, Entgrenzter Raum – Unendliches Schwarz, in: 2008: Philipp Haager, Katalog zur Ausstellung von Studentinnen der Johann Wolfgang Goethe-Universität Frankfurt/Main, 05.06. – 03.07.2008, Frankfurter Welle, S. 144–151.
- Anton Henning: Antonym. Malerei. Zeichnung. Skulptur. Video 1990-2009 (2009).
- Kaspar Toggenburger. Memento (2009).
- Hackstücke # 1 (2010).
- Ernst Ludwig Kirchner: Drei Akte im Walde 1934/35" (2010).
- Gert und Uwe Tobias: Zeichnungen und Collagen (2010).

## Kuratorische Arbeit
- 2017 Cézanne. Metamorphosen (Karlsruhe)
- 2015: Ich bin hier. Von Rembrandt zum Selfie (Karlsruhe); 2016 Autoportraits. de Rembrandt au selfie. Musée des Beaux-Arts, Lyon
- 2011: Lumière Noire: Neue Kunst aus Frankreich (Karlsruhe); Unsere Moderne - Cézanne. Miro. Matisse. Kirchner. Beckmann. Klee. (Karlsruhe)
- 2010: Welten in der Schachtel. Mary Bauermeister (Ludwigshafen)